# Хито фон Фрайзинг
Хито (на немски: Hitto von Freising, † 835) е 6. епископ на Фрайзинг в Бавария от 811/812 до 835 г.

## Произход и управление
Хито произлиза от баварския благороднически род Хуоси.
От 794 г. той е дякон в катедралата на Фрайзинг. По времето му като епископ се съставят около 40 ръкописи (Codices), запазени са над 300 документи. През 830 г. Хито основава манастир Вайенщефан. През 834 г. Хито прави поклонение до Рим и получава от папа Григорий IV реликвите на Свети Юстин († 269) и ги занася във Фрайзинг.
Хито е погребан в криптата на катедралата на Фрайзинг. Неговият племенник Ерханберт става негов наследник.